# 베르사유 조약 (1768년)
베르사유 조약은 제노바 공화국과 프랑스 사이에 1768년 5월 15일에 맺어진 조약이다. 제노바는 프랑스에 코르시카를 넘기기로 서약했다.
코르시카는 1284년 이래로 제노바의 통치를 받아왔다. 18세기에 코르시카인들은 그들의 독립을 모색하기 시작했다. 독일인 모험가 테오도어 폰 노이호프가 지중해에 이미 메노르카와 지브롤터를 보유한 영국과 네덜란드 공화국의 지원을 받아 1736년에 잠시 코르시카의 왕이 되기도 했다.
1755년, 파스콸레 파올리는 아버지 지아친토 파올리가 이끌었던 저항운동을 이어받아 게릴라전을 펼친 끝에 제노바인들을 해안지대로 몰아낸후 섬의 대부분을 점령하여 코르시카 공화국을 선포하였다. 1764년에 제노바는 프랑스에 파병 요청을 하였다. 프랑스는 반란군들을 제어하기 위해 코르시카의 항구와 요새들을 점령했지만, 코르시카 전체를 점령하지는 못했다.
1768년 제노바는 프랑스와 베르사유 조약을 맺고 부채를 갚기 위해서 코르시카를 프랑스에 넘겼다. 쇠퇴기에 있던 제노바는 빚을 갚을 다른 방법이나 코르시카의 반란을 진압할 수 있는 능력이 없었다. 1768년에 프랑스는 본격적으로 코르시카 정복에 착수했다. 프랑스는 1769년 폰테노부 전투에서 승리하며 코르시카를 점령했다. 프랑스 혁명까지 코르시카는 프랑스 왕의 개인 사유지로 여겨졌다.